# Lenier
Álvaro Lenier Mesa (Güines, 6 de septiembre de 1989), conocido artísticamente como Lenier, es un Cantante y Compositor Cubano De Reguetón,. Su sencillo más notable es La Canción De Salsa«Cómo te pago». En 2022 fue galardonado en los Premios Grammy Latinos. Ha colaborado con cantantes como 6ix9ine, Pitbull, Tito el Bambino, Yandel, Jowell & Randy.

## Carrera musical
En agosto de 2018 Mesa, estrenó junto a Diana Fuentes el sencillo «Te Toqué Sin Querer», audiovisual alcanzó más de 20 millones de visitas en YouTube.
En abril de 2019 en colaboración con Álvaro Torres estrenaron el sencillo «Me Extrañarás», audiovisual alcanzó más de 15 millones de visitas en YouTube.
En noviembre de 2019 Mesa, lanzó el álbum de estudio «Melisma», incluye colaboraciones con cantantes como: El Micha, Álvaro Torres, Diana Fuentes y El Chulo.
En 2020, Mesa firmó con el sello discográfico Mr. 305 Inc. propiedad del estadounidense de origen cubano Pitbull. El 8 de mayo del mismo año, Mesa estrenó el audiovisual en YouTube del sencillo soltero «Como Te Pago», alcanzó más de 90 millones de visitas y obtuvo disco de platino.
En marzo de 2023 Mesa, participó en el álbum de estudio, Leyenda Viva de 6ix9ine en los sencillos «Bori», «Dueño», «Papa», «Wapae» .

## Vida personal
A la edad de 15 años Mesa emigró a la ciudad de Miami junto a su padre, donde se mantuvo por 18 años haciendo música campesina y llegó a formar parte del programa de televisión Clave Guajira que se transmite en varios canales de televisión de Estados Unidos. Posteriormente, incursionó en música urbana. Lenier Mesa tiene un conocimiento básico de la guitarra. La música campesina le ayudó a componer sus propias canciones fácilmente y alcanzar la popularidad.
Lenier Mesa contrae matrimonio con su actual pareja sentimental cubana, Yosleny, ceremonia celebrada en la ciudad de Miami.

## Premios
| Año  | Premios                | Categoría              | Resultados |
| ---- | ---------------------- | ---------------------- | ---------- |
| 2022 | Premios Grammy Latinos | Mejor Canción Tropical | Ganador    |
|      | Premios Grammy Latinos |                        |            |